# 西点 (艾奥瓦州)
西點（英語：West Point）是一個位於美國愛荷華州李縣的城市。

## 地理
西點的座標為40°43′02″N 91°27′06″W / 40.71722°N 91.45167°W，而該地的平均海拔高度為234米（即768英尺）。

## 人口
根據2010年美國人口普查的數據，西點的面積為1.58平方千米，當中陸地面積為1.58平方千米，而水域面積為0.00平方千米。當地共有人口966人，而人口密度為每平方千米611人。